# 개원사지
개원사지(開元寺址)는 대한민국 경기도 광주시 중부면, 남한산성 내에 있는 개원사 절터이다. 1989년 12월 29일 경기도의 기념물 제119호로 지정되었다.

## 개요
남한산성 내에 있는 개원사터이다. 조선 인조2년(1624) 파손된 성곽을 보수하고 이를 지키기 위해 전국 8도의 승병을 성내 여러 사찰에 주둔케 하였는데, 개원사는 그 중 승병의 총 지휘소로 사용되었던 사찰이다.
그후 고종31년(1894)의 갑오개혁때까지 수도 한양을 지켜오던 호국 사찰로 번창하였다가, 1970년 화재로 대부분의 건물이 불타버리고 작은 건물 1동만 겨우 남게되었다. 선효화상이 신도들과 함께 10여년에 걸쳐 대각전, 요사 건물을 새로이 지어 오늘의 모습을 갖추게 되었다.
현재 여러 건물터에서 초석과 돌계단들이 남아있어 옛 개원사의 규모와 건물배치를 짐작하게 한다. 유물로는 남한산성 축성시 승군들이 사용했던 유분, 석장, 옹기, 함지들이 남아있다.

## 참고 문헌
- 개원사지 - 국가유산청 국가유산포털